# Макки, Лаура
Лаура Макки (итал. Laura Macchi; род. 24 мая 1979 года, Варесе, пров. Варесе, Ломбардия, Италия) — итальянская профессиональная баскетболистка, выступала в женской национальной баскетбольной ассоциации. Не выставляла свою кандидатуру на драфт ВНБА 2004 года, однако ещё до начала очередного сезона заключила контракт с клубом «Лос-Анджелес Спаркс». Играла на позиции лёгкого форварда.
В составе национальной сборной Италии она принимала участие на чемпионатах Европы 2007 года в Италии, 2009 года в Латвии и 2017 года в Чехии и стала серебряным призёром летней Универсиады 2003 года в Тэгу.

## Ранние годы
Лаура Макки родилась 24 мая 1979 года в городе Варесе (провинция Варесе).